# 山田乃玞子
山田 乃玞子（やまだ のぶこ、トリノオリンピック出場時は山田伸子、1971年8月4日  - ）は、日本のショートトラックスピードスケート選手。アルベールビルオリンピック、1998年長野オリンピックの3000mリレーの4位入賞メンバーである。現在は鍼灸師である。
公開競技時代のカルガリーオリンピックの3000ｍリレー銀メダルメンバー、山田由美子は実姉である。

## 来歴
福岡県福岡市に生まれる。
1988年、世界選手権初出場（1998年まで連続出場）。
同年、カルガリーオリンピック（公開競技）3000m7位。
1991年、全日本選手権大会総合個人優勝。
1992年、世界選手権大会1000m2位、3000m2位で個人総合3位の成績を収める。
同年、アルベールビル五輪日本代表に選ばれる。団体競技の3000m女子リレー（竹内洋美、山田乃玞子、佐藤利江、内藤三恵）に出場。4位入賞。500ｍ11位。
同年、全日本選手権個人総合優勝。
1998年長野オリンピックの日本代表に選出され、団体競技の3000m女子リレー（勅使川原郁恵、小沢幸、山田乃玞子、田中千景）に出場。準決勝1組目を2位で通過し決勝へと進出し4位。
2000年、世界選手権出場。
2002年、ソルトレークシティーオリンピック日本代表に選ばれる。団体競技の3000m女子リレー準決勝に出場し決勝進出に貢献したが、決勝ではメンバーから外れた。
2006年トリノオリンピックでも日本代表に選出され、団体競技の3000m女子リレー（田中千景、神野由佳、山田伸子、小澤美夏）に出場。結果は7位。

## 人物
競技を始めたのは1980年、9歳の時友達に誘われたことがきっかけでスケートに出会う。二人の姉とともに腕を磨く1988年から1998年の世界選手権に連続出場冬季五輪5回出場の偉業を達成する。
1990年、芝興産株式会社に入社し、実業団での競技生活がスタート。1998年に退団するまで全日本選手権大会個人総合優勝、世界選手権大会出場、冬季オリンピック出場を果たし、女子ショートトラックスピードスケートの第一人者として活躍する。
この間選手名を「山田伸子」から「山田乃扶子」に改名した。
長野オリンピックの後に一度引退するが、病気になった母に勇気を与えるために現役復帰。母の看病、練習、2000年に入学した鍼灸師学校と過酷な生活の末、ソルトレイクオリンピックの出場権を獲得した。
2003年、鍼灸師の資格を取ると再度引退を決意したが、2004年春に「国体に出てほしいとの依頼を受け、地元の福岡に戻り現役復帰。その際に目標を国体出場からオリンピック出場へと変え、強豪国の韓国へスケート留学し見事トリノオリンピック代表の座を射止めた。再び選手名を「山田乃扶子」から「山田伸子」に戻した。
2007年、福岡市内のスポーツジムでトレーナーの男性と結婚。長女を授かるが出産直後に離婚。シングルマザーとして育てる。
その長女は、現在フィギュアスケート選手で木下スケートアカデミーの練習生山田恵である。
2016年には『爆報! the フライデー』(TBS）でも山田親子を取り上げた。番組では恵がフィギュアスケートでオリンピックで金メダル獲得の夢に向かって日々練習している姿と会費、コーチ料、振付料、リンク滑走料など恵にかかるお金は毎月10万円。その費用を稼ぐため鍼灸師に転身した伸子の姿を追った。鍼灸師としての伸子は主に高齢者を対象とした自宅訪問治療を行っている。フィギュアスケートの10万円を捻出するために1日8件、364日も仕事をした。帰宅後も疲れた体にムチ打って恵の夢を叶えるため徹底的に鍛え上げた。そして同年8月二人三脚で努力が報われた結果北九州オープンで2位入賞を果たした。
恵は、2022年8月、滋賀県立アイスアリーナで行われた「げんさんサマーカップ」ジュニア女子で優勝、毎日新聞にも取り上げられた。
伸子も国体福岡県選手団の一員として令和に入っても国体に出場し続けている。